# Twitterbot
Een Twitterbot is een stuk software dat geautomatiseerd berichten plaatst op de microblogdienst Twitter. Vaak wordt een of andere vorm van kunstmatige intelligentie gebruikt om berichten te genereren die eruitzien alsof ze door een mens geschreven zijn. Twitter zelf schatte in 2013 dat toen ongeveer één op de twintig accounts niet echt was.
Veel Twitterbots hebben een artistiek of wetenschappelijk doel, of zijn louter geschreven ter vermaak. Een voorbeeld uit 2016 is het account @DeepDrumpf, dat tweets uitstuurt die zijn gegenereerd op basis van toespraken en interviews van de Amerikaanse president Donald Trump. Maar er zijn ook bots die met de computer gegenereerde 'poëzie' tweeten.
Een tweede categorie wordt gevormd door bots die websites, personen of verschijnselen volgen, en op basis daarvan tweets posten. Zo zijn er Twitterbots die aardbevingen volgen, of die Wikipediabewerkingen van bepaalde IP-adressen volgen (bijvoorbeeld bewerkingen door de Russische overheid of technologiebedrijven).
Een netwerk van Twitterbots kan ook worden gebruikt om de publieke opinie te beïnvloeden. Dat gebeurt dan door op grote schaal onjuiste informatie te verspreiden of bepaalde standpunten uit te dragen (onder meer door het grootschalig retweeten van bepaalde accounts). Zo wordt de indruk gewekt dat er meer steun bestaat voor bepaalde ideeën of standpunten dan in werkelijkheid het geval is. Een andere mogelijkheid is het verstoren van communicatie over bepaalde onderwerpen of in bepaalde groepen, door het plaatsen van willekeurige tweets met de hashtag die voor dat onderwerp wordt gebruikt.
Een voorbeeld van het beïnvloeden van de publieke opinie en het verstoren van communicatie zijn de Mexicaanse Twitterbots die de zittende machthebbers promoten en communicatie van tegenstanders verstoren.